# バイエルン王国

バイエルン王国
- 1806-1825:
Königreich Baiern
Kinereich Baiern
- 1825-1918:
Königreich Bayern
Kinereich Bayern

国の標語: 堅固な忠誠心国歌: バイエルン王家歌Bayerische Königshymne
1871年時点でのバイエルン王国

バイエルン王国（バイエルンおうこく、ドイツ語: Königreich Bayern）は、バイエルン公国を起源として、19世紀初めから20世紀のドイツ革命まで存在したドイツ南部の王国。ミュンヘンを首都とし、ヴィッテルスバッハ家によって治められた。

## 概要
バイエルン（アルトバイエルン）は1180年からヴィッテルスバッハ家が治めており、1648年にはヴェストファーレン条約により選帝侯位を認められバイエルン選帝侯領となった。王国はドイツ連邦共和国のバイエルン州の前身であり、同州のほぼ全域とヴィッテルスバッハ家が世襲してきたライン宮中伯領に由来するプファルツ地方を領土としていた。ラテン語に由来したバヴァリアの呼称が使われることもある。

## 歴史
1805年にプレスブルクの和約によってフランス帝国の同盟者であったバイエルン選帝侯マクシミリアン4世は、オーストリアからティロルを割譲される。しかし、ティロル人はこの決定を良しとせず、反乱に遭う。同年4月13日にティロル伯領の首府インスブルックの守備隊を降伏させて鎮圧の足がかりを得て、失敗を重ねながらも11月10日にインスブルックを占領。1806年、近隣の領土を併合した上でナポレオンによって王国に昇格され、マクシミリアン4世はバイエルン王マクシミリアン1世を名乗り、ライン同盟の一員となった。ライン同盟の成立により、神聖ローマ皇帝フランツ2世は退位および帝国の解散を宣言する。これにより、名目上はバイエルンは独立国となる。もともとバイエルンは、対オーストリアのためにフランスと同盟することが多かったが、マクシミリアン1世は娘アウグステとナポレオンの継子ウジェーヌ・ド・ボアルネを結婚させ、結びつきを強めている。1808年に短い憲法を制定した。
1810年2月28日、フランスとパリ条約を結んだ。これによりオーストリアが放棄した旧ザルツブルク大司教領・ベルヒテスガーデン・イン地区・ハウスルック地区を獲得した。その他にバイロイト辺境伯領とレーゲンスブルクをそれぞれ80万グルデンと310万グルデンでフランスから購入した。ナポレオン・ボナパルトはティロル反乱の原因をバイエルンによる統治に問題があるとし、バイエルンは南ティロルをイタリア王国に、東ティロルをイリュリア州に譲渡させられた。
1813年10月8日リート条約を結び、対仏大同盟に参加した。前日にはマックス＝ヨーゼフ・ペムゼル、マクシミリアン・フォン・モンジュラ、カール・フィリップ・フォン・ヴレーデの3人がボーゲンハウゼン（天文台がある）に位置するモンジュラの別荘に集まり協議していた。マックスは強く反対していたが、ヴレーデ・モンジュラの2人が押し切った。この条約では、オーストリアはバイエルンの主権と領土の保全を保障し、バイエルンが自ら領土を引き渡すときには完全補償することを約束した。15日、バイエルン軍とオーストリア軍は合流してヴレーデの指揮下に入った。
ウィーン会議でバイエルン領は画定せず、オーストリアと直接交渉した。1815年にプファルツの一部を回収してドイツ連邦に参加した。領土は1816年4月のミュンヘン条約で画定した。ミュンヘン条約締結の契機となったのは、両国がオーストリア皇后マリア・ルドヴィカの死をきっかけに対立関係の解消を企図したことである。11月、オーストリア皇帝フランツ1世はマクシミリアン1世の娘カロリーネ・アウグステと結婚した。1817年、教皇庁と政教協約を締結し、王国の司教区を再編成した。
1818年5月26日、フランス復古王政の1814年憲章をモデルにした2度目の憲法が発布された。この欽定憲法によって両院制議会が設立され、バイエルンは立憲君主国になり、法案の成立と徴税は議会の同意を必要とするようになった。
1832年のロンドン条約により、国王ルートヴィヒ1世の次男オットーが、オソン1世として一応の独立を果したギリシャの国王に即位した。3人の摂政もバイエルンから派遣された。ヨーゼフ・ルートヴィヒ・フォン・アルマンスペルク、ゲオルグ・ルートヴィヒ・フォン・マウラー、カール・ヴィルヘルム・フォン・ハイデックである。オソンが成人する1835年まで、この3人が実権を握り中央集権を図った。
1866年、普墺戦争で敗北するものの、ごくわずかな領土の割譲と3千万グルデンの賠償金で講和し、南ドイツの盟主的存在となった。ドイツ帝国が成立する際、プロイセン王国に次ぐ領邦となった。1885年、ルートヴィヒ・フェルディナント・フォン・バイエルンとその妻がバイエルンに定住した。
ドイツが第一次世界大戦に敗れると、混乱の中で勃発したドイツ革命により、1918年にルートヴィヒ3世が退位し、バイエルン王国は滅亡した。翌年には社会主義者によってバイエルン・レーテ共和国が立てられたが、グスタフ・ノスケ国防相が政府軍と義勇軍を派遣して白色テロを行ったため短命に終わった。
1809年の宗教勅令より続くプロテスタントの国家教会制が1920年に消滅した。

## 政治

### 歴代国王
1. マクシミリアン1世（1756年 - 1825年、在位：1806年 - 1825年）
バイエルン選帝侯としてはマクシミリアン4世。最後の選帝侯。
2. ルートヴィヒ1世（1786年 - 1868年、在位：1825年 - 1848年）
ローラ・モンテスとのスキャンダルにより退位。
3. マクシミリアン2世（1811年 - 1864年、在位：1848年 - 1864年）
4. ルートヴィヒ2世（1845年 - 1886年、在位：1864年 - 1886年）
退位の翌日、シュタルンベルク湖畔において水死体で発見される。
5. オットー1世（1848年 - 1916年、在位：1886年 - 1913年）
兄ルートヴィヒ2世と同様に精神を病んでいたといわれる。1913年に廃位。
6. ルートヴィヒ3世（1848年 - 1921年、在位：1913年 - 1918年）
オットー1世の摂政を経て自ら即位。第一次世界大戦後の革命で退位。

### 歴代首相
1805年から1849年までは首相格として大臣主席が置かれていた。
1. ルートヴィヒ・フォン・デア・プフォルテン（1849年 ‐ 1859年）
2. カール・フォン・シュレンク・フォン・ノツィング（ドイツ語版）（1859年 ‐ 1864年）
3. マックス・フォン・ノイマイヤー（ドイツ語版）（1864年）
4. ルートヴィヒ・フォン・デア・プフォルテン（1864年 ‐ 1866年）
5. クロートヴィヒ・ツー・ホーエンローエ＝シリングスフュルスト（1866年 ‐ 1870年）
6. オットー・フォン・ブライ＝シュタインベルク（ドイツ語版）（1870年 ‐ 1871年）
7. フリードリヒ・フォン・ヘグネンベルク＝ドゥクス（ドイツ語版）（1871年 ‐ 1872年）
8. アドルフ・フォン・フレッチナー（ドイツ語版）（1872年 ‐ 1880年）
9. ヨハン・フォン・ルッツ（ドイツ語版）（1880年 ‐ 1890年）
10. フリードリヒ・クラフト・フォン・クライルスハイム（ドイツ語版）（1890年 ‐ 1903年）
11. クレメンス・フォン・ポデヴィルス＝デューニッツ（ドイツ語版）（1903年 ‐ 1912年）
12. ゲオルク・フォン・ヘルトリング（1912年 ‐ 1917年）
13. オットー・フォン・ダンドル（ドイツ語版）（1917年 ‐ 1918年）

## バイエルン王国出身の人物
- ヘルマン・ロエスレル（1834年 - 1894年） - 大日本帝国の御雇い外国人。大日本帝国憲法草案を作成した。
- ユリウス・ビンダー（英語版）（1870年 - 1939年） - 新ヘーゲル派の法哲学者。犯罪学者ハンス・ヴェルツェルの師。
- ミハエル・ヴィットマン（1914年 - 1944年） - ナチスの親衛隊大尉。
- ルートヴィヒ・エアハルト（1897年 - 1977年） - 1963年から1966年までの西ドイツの首相。